# Aníbal Godoy
Aníbal Godoy, né le 10 février 1990 à Panama en république du Panama, est un footballeur international panaméen évoluant au poste de milieu défensif au San Diego FC en MLS.

## Biographie

### Carrière de club

#### San Diego FC
Le 19 décembre 2024, il rejoint le San Diego FC, franchise nouvellement créée, à compter de 2025, avec une option pour 2026 et 2027,.

### Carrière internationale
Il fait partie de la liste des 23 joueurs panaméens sélectionnés pour disputer la Coupe du monde de 2018 en Russie, la première de l'histoire du Panama. Il participe aux trois matchs de poules en tant que titulaire : face à la Belgique (défaite 3-0) , face à l'Angleterre (défaite 6-1) et face à la Tunisie (défaite 2-1). 

## Palmarès
Nashville SC
- Finaliste de la Leagues Cup en 2023